# Бюлов, Мариса фон
Мариса фон Бюлов — бразильский политолог и социолог, профессор Института политологии Университета Бразилиа. Она изучает сети в международной торговле, теорию социальных движений и проблемы коллективных действий, с которыми сталкиваются международные организации.

## Карьера
В 2006 году фон Бюлов опубликовала книгу «Создание транснациональных сетей: гражданское общество и торговая политика в Америке». В книге «Создание транснациональных сетей» фон Бюлов исследует растущую роль организаций гражданского общества и неправительственных организаций в дебатах по торговой политике в Америке, особенно в оспаривании соглашений о свободной торговле. Она использует эти дебаты для проведения сетевого анализа организаций гражданского общества в Бразилии, Чили, Мексике и США, чтобы понять, как эти организации решают строить как внутренние, так и международные связи. Фон Бюлов озабочена не только отношениями между организациями, но и отношениями между этими организациями и их средой. Она также изучает последствия этих отношений для сетей торговли между странами и показывает, как международные связи между организациями гражданского общества часто возникают из внутренней политики их страны. За «Создание транснациональных сетей» фон Бюлов получила в 2012 году премию Лучано Томассини за книгу о латиноамериканских международных отношениях, которая ежегодно вручается Ассоциацией латиноамериканских исследований «автору (авторам) выдающейся книги по латиноамериканской внешней политике и международным отношениям».
Вместе с Федерико М. Росси фон Бюлов редактировала книгу 2017 года «Динамика социальных движений: новые перспективы теории и исследований в Латинской Америке». В книге исследуется применимость традиционной теории социальных движений, которая обычно разрабатывалась в контексте американской социологии 1980-х годов, к быстро меняющимся социальным движениям современной Южной Америки. В 2017 году она также отредактировала книгу «Социальные движения в Чили: организация, траектории и политические последствия» вместе с Софией Доносо. Помимо публикации книг и статей в научных журналах, фон Бюлов была соавтором политических докладов и соавтором доклада Всемирного банка за 2001 год «Участие гражданского общества в пилотной программе по сохранению тропических лесов Бразилии».
В 2019–2020 учебном году фон Бюлов занимала должность приглашённого специалиста в Немецком институте глобальных и региональных исследований.
Фон Бюлов публиковала статьи в популярных средствах массовой информации, включая El País и HuffPost, а её работы цитировались или она давала интервью в таких изданиях, как Universo Online, DW News, GP1, TVI 24, Observador и сенатское информационное агентство Agência Senado.

## Избранные труды
- Building Transnational Networks: Civil Society and the Politics of Trade in the Americas (2006)
- Social Movement Dynamics: New Perspectives on Theory and Research from Latin America', editor, with Federico M. Rossi (2017)
- Social Movements in Chile: Organization, Trajectories, and Political Consequences, editor, with Sofia Donoso (2017)

## Избранные награды
- Премия Лучано Томассини, Ассоциация латиноамериканских исследований (2012)[5]